# Lijst van premiers van Kosovo
De premier van Kosovo (Albanees: Kryeministri i Kosovës; Servisch: Premijer Kosova) staat aan het hoofd van de regering van de republiek Kosovo sedert het uitroepen van de onafhankelijkheid in 2008. De premier en de andere leden van de regering leggen voor hun beslissingen verantwoording af tegenover de Assemblee van Kosovo, waar de voltallige ploeg lid van dient te zijn. De huidige premier van Kosovo is Albin Kurti. 

## Premiers van Kosovo (2008-heden)
| Nr. | Premier | Premier                 | Ambtstermijn     | Ambtstermijn     | Partij                                |
| --- | ------- | ----------------------- | ---------------- | ---------------- | ------------------------------------- |
| 1   |         | Hashim Thaçi (1968)     | 17 februari 2008 | 9 december 2014  | Democratische Partij van Kosovo       |
| 2   |         | Isa Mustafa (1951)      | 9 december 2014  | 9 september 2017 | Democratische Liga van Kosovo         |
| 3   |         | Ramush Haradinaj (1968) | 9 september 2017 | 3 februari 2020  | Alliantie voor de Toekomst van Kosovo |
| 4   |         | Albin Kurti (1975)      | 3 februari 2020  | 3 juni 2020      | Zelfbeschikking                       |
| 5   |         | Avdullah Hoti (1976)    | 3 juni 2020      | 22 maart 2021    | Democratische Liga van Kosovo         |
| (3) |         | Albin Kurti (1975)      | 22 maart 2021    | heden            | Zelfbeschikking                       |